# 普密蓬大坝
普密蓬大坝，原名然禧大坝，是泰国达府汕皋县湄南河支流宾河上的一座混凝土拱坝。坝址位在曼谷以北约480千米处，主要用于蓄水、水力发电、防洪、渔业和防盐碱化。该坝以泰国国王普密蓬·阿杜德的名字命名，为泰国最高的大坝，也是泰国第一座混合型大坝，高约154米。

## 历史
泰国电力工业长期落后，曼谷以外的府县经常处于缺电状态，为了缓解缺电问题，促进产业发展，泰国开始筹划在宾河上游修筑一座水力发电站，并于1957年建立然禧电力局，负责筹建水坝:206，同年9月12日，泰国政府与国际复兴开发银行签订协定，从银行借款6,600万美元，以修筑大坝。经过了数年的修筑，水坝最终于1964年建成投产，成为泰国首座水利发电站，泰国政府共为此斥资35亿泰铢:206。1969年5月1日，然禧电力局与国内另外两家电力局合并，建立泰国电力公司，水库因此归属国家电力公司管理:208。1970年，水库完全蓄满，1972年，诗丽吉大坝在难河上建成，该河与宾河同为湄南河的上源，因此，普密蓬大坝和诗丽吉大坝控制了湄南河22%的年径流量，这两座大坝还可在雨季灌溉约120万公顷的土地，在旱季灌溉约48万公顷的土地，有效缓解泰国中北部各府县因降雨量不足导致的缺水干旱状况:26。1991年，泰国政府还在大坝下游修筑了下宾河水坝（เขื่อนแม่ปิงตอนล่าง）。
在建成初期，普密蓬水坝一度贡献了泰国73.66%的发电量，随着更多水电站的建成，以及泰国政府向私企开放电力工业等因素的影响，水坝對泰国供电量的贡献率开始逐步下降，在2003年仅占全国总电量的2%。

## 设计与电站
普密蓬水坝为砼拱式重力坝，坝高约154米，坝顶长约486米，坝顶宽8米。水库蓄水量为134.62亿立方米，其中有效库容约97.62亿立方米。大坝集水区面积为2.64万平方千米，水面面积为300平方千米:393。下宾河大坝高8米，长300米，库容为500万立方米。在非高峰时段，一台水泵涡轮机将水输送到上游的普密蓬水坝，而当需求高时，该水泵便可用作发电机进行发电。
普密蓬水坝的发电厂内共有8台涡轮机，装机容量为779.2千瓩。其中6台为76.3千瓩弗朗西斯式水轮机，1台为115千瓩佩尔顿式水轮机，1台为175千瓩弗朗西斯水泵水轮机。